# اختبار القبول الطبي الدولي
اختبار القبول الطبي الدولي (IMAT) ، هو اختبار كفاءة يستخدم كجزء من عملية القبول لبعض الجامعات الإيطالية. تقدم هذه الجامعات دورات للطلبة المقبلين للجامعة يتم تدريسها باللغة الإنجليزية ومفتوحة للمتقدمين من خارج إيطاليا.  تمت الإشارة إلى الاختبار أحيانًا بشكل غير صحيح على أنه "اختبار القبول الطبي الإيطالي".
يتم إجراء الاختبار من قبل وزارة التعليم الجامعي والبحوث الإيطالية (MIUR) بالتزامن مع اختبار القبول في كامبريدج للتقييم ، والذي يجري أيضًا اختبارات القبول للجامعات في المملكة المتحدة.